# Podregion Imatra
Podregion Imatra (fiń. Imatran seutukunta) – podregion w Finlandii, w regionie Karelia Południowa.
W skład podregionu wchodzą gminy:
- Imatra,
- Parikkala,
- Rautjärvi,
- Ruokolahti.